# Marcelo Torrico
Marcelo Ernesto Torrico Terán (Cochabamba, 11 gennaio 1972) è un ex calciatore boliviano, di ruolo portiere.

## Carriera
Con la Nazionale boliviana ha preso parte ai Mondiali 1994. Ha lasciato il calcio giocato nel 1999.